# اسماعیل راشد
اسماعیل راشد (انگلیسی: Ismail Rashid Ismail؛ زادهٔ ۲۷ اکتبر ۱۹۷۲) یک بازیکن فوتبال اهل امارات متحده عربی است.
از باشگاه‌هایی که در آن بازی کرده‌است می‌توان به الوصل و تیم ملی فوتبال امارات متحده عربی اشاره کرد.
وی همچنین در تیم ملی فوتبال امارات متحده عربی بازی کرده است.